# Paradise River (plaats in Canada)
Paradise River is een gehucht in de Canadese provincie Newfoundland en Labrador. De plaats bevindt zich in de regio Labrador aan de monding van de gelijknamige rivier in Sandwich Bay.

## Geschiedenis en economie
De plaats werd in 1775 gesticht door de handelaar en ontdekkingsreiziger George Cartwright.
De inwoners leefden er lange tijd van kabeljauw- en zalmvisserij in de zomermaanden en van jacht voor zowel vlees en pelzen in de wintermaanden. In de 21e eeuw bestaat de economie voornamelijk uit houtkap en -verwerking en het gidsen van toeristen die komen voor de relatief nabijgelegen Eagle River.

## Geografie
De plaats bestaat uit enkele tientallen huizen en andere gebouwen langs Paradise River Road, een weg aan de rechteroever van de Paradise River, net voor zijn monding in het uiterste zuiden van Sandwich Bay in Oost-Labrador. Die straat is een aftakking van de 2 km verder gelegen provinciale route 516. Aan de zuidrand van het dorp ligt een verlaten vliegveld dat zijn functie verloor door de aanleg van die route in 2002.
Via route 516 is er een rijafstand van 44 km naar de noordelijker gelegen gemeente Cartwright, de meest nabijgelegen plaats. Het is ook daar dat alle basis- en publieke diensten voor de inwoners te verkrijgen zijn. De op een na meest nabijgelegen plaats via de weg is het zuidoostelijker gelegen Port Hope Simpson (158 km rijafstand).

## Demografie
Paradise River kent demografisch gezien, net zoals de meeste afgelegen plaatsen in de provincie, een dalende langetermijntrend. Tussen 1991 en 2021 daalde de bevolkingsomvang van 59 naar 5, wat neerkomt op een daling van 54 inwoners (-91,5%) in 30 jaar tijd.
| Demografische ontwikkeling van Paradise River tussen 1991 en 2021 |
| ----------------------------------------------------------------- |
|                                                                   |
| Bron: Statistics Canada (1991–1996, 2001–2006, 2011–2016, 2021)   |